# De vises sten
De vises sten, på latin benævnt lapis philosophorum, er et stof med fantastiske, til tider magiske egenskaber, som stammer fra alkymisternes arbejde. Stoffet angives at kunne forvandle uædle metaller som f.eks. bly til guld, og til at fremstille en eliksir, der gav evigt liv. Det sidstnævnte er beskrevet i legenden om alkemisten Nicolas Flamel. Stenen er også blevet kaldt "Livseliksiren".

## Oprindelse
De Vises Sten kommer ind i europæisk kultur i det 12. århundrede med oversættelsen til latin af en arabisk bog, der på latin fik titlen Liber de compositione alchemiae eller Liber Morieni . I denne bog fortælles om en ung prins', der opsøger en gammel vismand, Morienus, der skal have levet nær Jerusalem, for at lære alkymiens hemmeligheder. Morienus omtaler ”en sten, der ikke er en sten”. ”Denne sten” skabes ved et ”stort arbejde”, som muligvis er af spirituel art. Stenen er sart for følelsen og er mildere at røre ved end dens substans. Den er tung men med en sød smag, og dens sande natur er luftens natur. Stenen findes et særligt sted, dette sted er overalt. Dette sted er de fire elementer, og der er fire døre, der skal åbnes med hver sin nøgle, før man kan se stenen. Stedet er et hus, der har en overflade, der er uendelig.
Kristne munke, som f.eks. Thomas Aquinas, skriver, at alkymi er en svær kunst men absolut mulig. Albert den Store skriver, at alle metaller kan transmuteres til hverandre, når blot man efterligner naturens arbejde. En forfatter, muligvis samme Albert, skriver: Kun tåber foragter alkymien, fordi de ikke forstår den. 
De Vises Sten blev sammenlignet med den hjørnesten, der blev kasseret af bygmestrene (Salme 118:22), med den sten, som Jakob hvilede sit hoved på og med Jesus selv. Alkymistens stræben efter at skabe guld blev derfor lige så meget et spørgsmål om at opnå indsigt i verden og nærme sig gud. 

## Fremstilling
Alkymister har gennem tiden udgivet mange skrifter med særdeles kryptiske anvisninger på fremstillingen af De Vises Sten. En udbredt forestilling var, at materialet (prima materia) skulle gennemgå tre faser, den sorte (nigredo eller Ravnehovedet der symboliserer destruktionen som svarer til Jesu korsdød), den hvide (albedo, Den Hvide Svane) og den røde (ultima materia) som var den reneste og den eneste, der kunne transmutere uædle metaller. 
Andre forfattere beskrev andre veje til De Vises Sten eller Eleksiren eller Tinkturen. Der startedes også med Materia prima (til tider kaldet Dragen eller Den Grønne Løve), hvortil man tilsatte f.eks. Liljen eller De Vises Guld. Stoffet skulle anbringes i Det Filosofiske Æg, der igen blev anbragt i Den Hermetiske Ovn. I stedet kunne benyttes en glaskolbe. Man kunne så se forandringerne. Her kunne stadier som Regnbuen og Påfuglen optræde inden den sidste forvandling.
Et mindre kompliceret forslag gik ud på at samle Solens og Månens stråler med en magnet og et brændglas.
Der blev opløst, destilleret, filtreret og inddampet i mange laboratorier rundt om i Europa. De mange eksperimenter på at finde Materia Prima og de andre nødvendige ingredienser og med at afprøve forskellige processer gav efterhånden et begyndende indblik i kemien.

## De vises sten i dag
Udtrykket De Vises Sten anvendes i dagligt sprog som en vanskeligt opnåelig løsning på et svært problem, ofte i form af vendingen ”X har ikke fundet De Vises Sten”.
 
Stenen optræder i forskellige former i populærkulturen, som i f.eks. Harry Potter-bøgerne.
I Johannes V. Jensens roman Kongens Fald har hovedpersonen Mikkel Thøgersens far beskæftiget sig med alkymien. 
Fra kapitlet Hjemkomst, som nok er sat til at foregå i 1497, hedder det:  
| „ | I sine yngre Dage havde han drevet en Kunst, han selv kaldte at koge. Mikkel havde undertiden som Barn set ham smelte besynderlige Ting sammen i en lille Potte, Uld, Bly, røde Smaasten, Musetænder. Men nu kogte Thøger aldrig mere. Hans Begærlighed efter de vises Sten var gaaet over med Alderen, ja den var. | “ |